# Pavel Zacha
Pavel Zacha (* 6. April 1997 in Brünn) ist ein tschechischer Eishockeyspieler, der seit Juli 2022 bei den Boston Bruins in der National Hockey League unter Vertrag steht. Zuvor verbrachte der Center über sechs Jahre in der Organisation der New Jersey Devils.

## Karriere

### Jugend in Tschechien
Pavel Zacha spielte in seiner Jugend neben Eishockey auch Tennis, wobei er im Alter von zehn Jahren zum landesweiten Tennis-Nachwuchsprogramm gehörte. Auf dem Eis gehörte er bis zur U16 den Junioren-Teams seines Heimatvereins HC Kometa Brno an, ehe er zur Saison 2010/11 zu den Bílí Tygři Liberec wechselte. In Liberec spielte Zacha bereits in der Saison 2012/13 – als 15-Jähriger – hauptsächlich in der U20 und somit der höchsten Juniorenliga Tschechiens, wobei ihm in 39 Spielen 40 Scorerpunkte gelangen. Zudem gab er durch ein auf Leihbasis absolviertes Playoff-Spiel für den HC Benátky nad Jizerou in der 1. Liga sein Debüt im Profi-Bereich. Im internationalen Bereich debütierte der Mittelstürmer beim Europäischen Olympischen Winter-Jugendfestival 2013, ehe er Tschechien wenig später auch bei der U18-Weltmeisterschaft 2013 sowie beim Ivan Hlinka Memorial Tournament 2013 vertrat und bei letzterem mit der Mannschaft die Bronzemedaille gewann.
In der folgenden Spielzeit 2013/14 kam der Angreifer auch bei den Bílí Tygři Liberec hauptsächlich im Herrenbereich zum Einsatz, allerdings in der erstklassigen Extraliga. Hinzu kamen 13 U20-Einsätze sowie weitere 12 Spiele auf Leihbasis für den HC Benátky nad Jizerou. Außerdem nahm Zacha an der U20- und der U18-Weltmeisterschaft 2014 teil, wobei er mit der U18 seines Heimatlandes die Silbermedaille errang. Im Anschluss wurde er im KHL Junior Draft 2014 an 82. Position vom HK Donbass Donezk ausgewählt.

### Wechsel nach Nordamerika
Parallel dazu wählten ihn allerdings die Sarnia Sting an erster Position im CHL Import Draft 2014 aus, sodass sich Zacha zur Saison 2014/15 zu einem Wechsel in die kanadische Ontario Hockey League (OHL) entschloss. Für die Sting absolvierte er in seiner ersten Saison 37 Spiele, in denen ihm 34 Scorerpunkte gelangen und er in der Folge ins First All-Rookie Team der OHL gewählt wurde. Ferner vertrat er sein Heimatland erneut bei der U20- und der U18-Weltmeisterschaft 2015, wobei er mit den tschechien Auswahlen jeweils den sechsten Platz belegte. Nach der Saison wählten ihn die New Jersey Devils im NHL Entry Draft 2015 an sechster Position aus, wodurch er zum am höchsten gedrafteten Tschechen seit zwölf Jahren wurde (Milan Michálek, ebenfalls Position 6). Die Devils statteten Zacha im August 2016 mit einem Einstiegsvertrag aus, beließen ihn jedoch eine weitere Spielzeit in der OHL, in der er mit 64 Punkten Topscorer der Sting wurde und erneut an der U20-Weltmeisterschaft teilnahm. Nach Ende der OHL-Saison gab Zacha sein Debüt in der National Hockey League (NHL), in dem ihm direkt zwei Torvorlagen gelangen, und kam auf weitere acht Einsätze bei den Albany Devils, dem Farmteam der New Jersey Devils aus der American Hockey League (AHL).
Mit Beginn der Saison 2016/17 etablierte sich der Angreifer im NHL-Aufgebot der Devils und kommt dort fortan regelmäßig zum Einsatz. Im September 2019 unterzeichnete er einen neuen Dreijahresvertrag in New Jersey, der ihm ein durchschnittliches Jahresgehalt von 2,25 Millionen US-Dollar einbringen soll. Mit dem Auslaufen dessen wurde Zacha im Juli 2022 im Status eines Restricted Free Agent an die Boston Bruins abgegeben, die im Gegenzug Erik Haula nach New Jersey schickten. Im August unterzeichnete der Tscheche einen Einjahresvertrag bei den Bruins, der im Januar 2023 um weiteren vier Jahre verlängert wurde. Mit Beginn der Spielzeit 2023/24 soll er dabei ein durchschnittliches Jahresgehalt von 4,75 Millionen US-Dollar beziehen.

## Erfolge und Auszeichnungen
- 2015 OHL First All-Rookie Team

### International

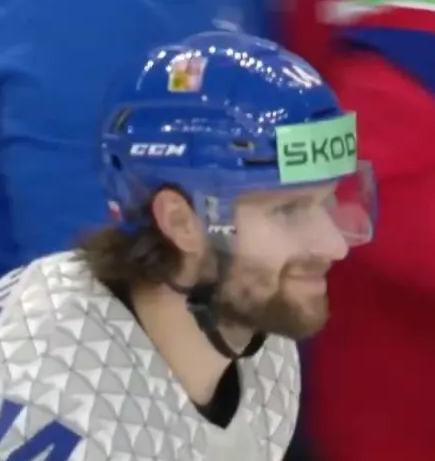
Pavel Zacha bei der Weltmeisterschaft 2024

- 2013 Bronzemedaille beim Ivan Hlinka Memorial Tournament
- 2014 Silbermedaille bei der U18-Weltmeisterschaft
- 2024 Goldmedaille bei der Weltmeisterschaft

## Karrierestatistik
Stand: Ende der Saison 2024/25

### International
Vertrat Tschechien bei:
| - Europäisches Olympisches Winter-Jugendfestival 2013 - U18-Weltmeisterschaft 2013 - Ivan Hlinka Memorial Tournament 2013 - U20-Weltmeisterschaft 2014 - U18-Weltmeisterschaft 2014 | - U20-Weltmeisterschaft 2015 - U18-Weltmeisterschaft 2015 - U20-Weltmeisterschaft 2016 - Weltmeisterschaft 2024 |

(Legende zur Spielerstatistik: Sp oder GP = absolvierte Spiele; T oder G = erzielte Tore; V oder A = erzielte Assists; Pkt oder Pts = erzielte Scorerpunkte; SM oder PIM = erhaltene Strafminuten; +/− = Plus/Minus-Bilanz; PP = erzielte Überzahltore; SH = erzielte Unterzahltore; GW = erzielte Siegtore; 1 Play-downs/Relegation; Kursiv: Statistik nicht vollständig)